# 岡部明子
岡部 明子（おかべ あきこ、1963年 - ）は、日本の都市計画学者、東京大学教授。

## 略歴
東京都生まれ。1985年東京大学工学部建築学科卒業、磯崎新アトリエ（バルセロナ）に入る。1989年東京大学大学院工学系研究科建築学専攻修士課程修了。1989年～2003年建築デザインや取材執筆に従事。1996年1月～一級建築士事務所「堀アーキテクツ」主宰。2003年東京大学新領域創成科学研究科助手、2004年千葉大学工学部助教授を経て2011年教授。2015年東大環境学研究系教授となる。
2005年「1990年代EUサステイナブルシティの政策展開 「都市・地域からなる欧州」の視点から」で博士（環境学）。

## 著書
- 『ユーロアーキテクツ』学芸出版社 1998
- 『サステイナブルシティ EUの地域・環境戦略』学芸出版社 2003
- 『バルセロナ 地中海都市の歴史と文化』中公新書 2010

### 共編著
- 『持続可能な都市 欧米の試みから何を学ぶか』福川裕一,矢作弘共著 岩波書店 2005
- 『アイデンティティと持続可能性 「縮小」時代の都市再開発の方向』木下勇,ハンス・ビンダー共著 萌文社 2012
- 『人口減少・環境制約下で持続するコミュニティづくり 南房総をイメージエリアとして』千葉学ブックレット 県土と県民の豊かな未来に向けて 千葉の政治経済 倉阪秀史編,大石亜希子,広井良典,宮脇勝共著 千葉日報社 2012
- 『メガシティ 6　高密度化するメガシティ』村松伸,林憲吾,雨宮知彦共編　東京大学出版会 2017

### 翻訳
- ジュゼップ・マリア・モンタネル『新しい美術博物館 芸術と文化の空間』現代企画室 1991